# Bathippus morsitans
Bathippus morsitans là một loài nhện trong họ Salticidae.
Loài này thuộc chi Bathippus. Bathippus morsitans được Mary Agard Pocock miêu tả năm 1897.